# بی‌کند (پوسوف)
بی‌کند (به ترکی استانبولی: Baykent) یک منطقهٔ مسکونی در ترکیه است که در پوسوف واقع شده‌است.